# Vincenzo Guerini (lekkoatleta)
Vincenzo Guerini (ur. 14 sierpnia 1950 w Casnigo) – włoski lekkoatleta, sprinter, dwukrotny medalista mistrzostw Europy i dwukrotny olimpijczyk.
Zdobył brązowy medal w sztafecie 4 × 100 metrów na mistrzostwach Europy w 1971 w Helsinkach (sztafeta włoska biegła w składzie: Guerini, Pietro Mennea, Pasqualino Abeti i Ennio Preatoni). Zwyciężył w tej konkurencji (w składzie: Guerini, Abeti, Mennea i Preatoni) na igrzyskach śródziemnomorskich w 1971 w Izmirze. Na igrzyskach olimpijskich w 1972 w Monachium zajął 8. miejsce w sztafecie 4 × 100 metrów.
Zajął 6. miejsce w biegu na 60 metrów na halowych mistrzostwach Europy w 1973 w Rotterdamie. Zdobył brązowy medal w sztafecie 4 × 100 metrów na uniwersjadzie w 1973 w Moskwie.
Na mistrzostwach Europy w 1974 w Rzymie zdobył srebrny medal w sztafecie 4 × 100 metrów, która biegła w składzie: Guerini, Norberto Oliosi, Luigi Benedetti i Mennea. Zajął 6. miejsce w tej konkurencji na igrzyskach olimpijskich w 1976 w Montrealu. Odpadł w eliminacjach biegu na 60 metrów na halowych mistrzostwach Europy w 1978 w Mediolanie.
Guerini był mistrzem Włoch w biegu na 100 metrów w 1974 i 1976 oraz w sztafecie 4 × 100 metrów w 1971 i 1973. W hali był mistrzem w biegu na 60 metrów w 1971, 1973 i 1978.
Pięciokrotnie poprawiał rekord Włoch w sztafecie 4 × 100 metrów do wyniku 38,88 s uzyskanego 8 września 1974 w Rzymie.